# Türk Telekom Gençlik ve Spor Kulübü
Le Türk Telekomspor est un club omnisports turc basé dans la ville d'Ankara.

## Sections
- basket-ball - voir article Türk Telekomspor (basket-ball)
- football - voir article Türk Telekomspor (football)
- volley-ball- voir article Türk Telekom Ankara (volley-ball féminin)